# 历史性八文件
《历史性八文件》（英語：Historic Eight Documents）是印度毛派革命家查鲁·马宗达在1966年前后撰写的八篇文章，其中概述了印度纳萨尔派运动依据的思想原则。文章提出，印度主流共产主义政党已接受修正主义，并同意在印度宪法框架内活动，要用人民战争推翻印度政府。

## 组成
- 1965年1月28日（文件一）：《当前形势下我们的任务》
- 1965年（文件二）：《通过反对修正主义来实现人民民主革命》
- 1965年4月9日（文件三）：《印度自发革命爆发的根源是什么？》
- 1965年（文件四）：《进行反对现代修正主义的斗争》
- 1965年（文件五）：《1965年预示的可能是什么？》
- 1966年12月8日（文件六）：《今日的主要任务是通过不妥协地斗争修正主义来建立真革命党的斗争》
- 1966年（文件七）：《通过反对修正主义来建立武装游击斗争》
- 1967年4月（文件八）：《用反对修正主义来推进农民斗争》